# Pipunculus basilicus
Pipunculus basilicus är en tvåvingeart som beskrevs av Skevington 1998. Pipunculus basilicus ingår i släktet Pipunculus och familjen ögonflugor. Inga underarter finns listade i Catalogue of Life.